# Pont de Sèvres (stacja metra)
Pont de Sèvres – stacja końcowa dziewiątej linii i budowana stacja piętnastej linii paryskiego metra. Stacja znajduje się w gminie Boulogne-Billancourt. Stację otwarto 3 lutego 1934 roku na linii limonkowej; otwarcie na linii bordowej planowane jest na 2025 rok.